# Антонио Перера
Антонио Перера Калдерон (на испански: Antonio Perera Calderón) е испански футболист, който играе на поста дефанзивен полузащитник. Състезател на Ботев (Пловдив).

## Кариера
През ноември 2017 г. Перера подписва тригодишен договор с испанския Алавес, като бива изпратен във втория отбор, състезаващ се в четвъртата дивизия на страната. Играе редовно за Б отбора през следващите години, като помага за промотирането му до третото ниво през 2019 г.
На 19 август 2020 г. Антонио подписва нов четиригодишен договор с "бяло-сините", като веднага е даден под наем на отбора от Първа хърватска футболна лига Истра за една година. Той прави професионалния си дебют на 8 ноември, влизайки като късна смяна на Славко Благоевич, при загубата с 0:5 като гост на Динамо Загреб.
На 5 август 2022 г. Перера е обявен за ново попълнение на пловдивския Ботев. Дебютира на 11 април 2023 г. при загубата с 2:1 като гост на ЦСКА 1948.